# Un ángel caído del cielo
Un ángel caído del cielo (título original: Heaven Sent) es un telefilme estadounidense de drama, fantasía y familiar de 2016, dirigido por Michael Landon Jr., escrito por Rick Ramage, musicalizado por Hanan Townshend, en la fotografía estuvo Robert Brinkmann y los protagonistas son Christian Kane, Marley Shelton, Mallory James Mahoney, Ryan McPartlin y Ernie Hudson, entre otros. Este largometraje fue producido por Cantinas Entertainment y se estrenó el 3 de diciembre de 2016.

## Sinopsis
Una pareja que se encuentra al borde de la separación reza para que eso no ocurra. Como respuesta, una niña angelical intentará revitalizar su matrimonio.

## Reparto
- Christian Kane como Billy
- Marley Shelton como Maire
- Mallory James Mahoney como Taylor
- Ryan McPartlin como Sean Miller
- Ernie Hudson como Donatello